# Guaracy Duque Viriato Catão
Guaracy Duque Viriato Catão foi um político brasileiro do estado de Minas Gerais. Atuou como deputado estadual em Minas Gerais em 1953/1954.